# آدم كوفاتش
آدم كوفاتش (بالمجرية: Kovács Ádám Tibor)‏ (14 أبريل 1991 ببودابست في المجر - ) هو لاعب كرة قدم مجري في مركز الهجوم. لعب مع آود هيفرلي لوفين وغيور تورنا أوزتالي ونادي بودابست هونفيد ونادي دبرتسني ونادي فاساس وNyíregyháza Spartacus FC ‏ وSoproni VSE ‏ وBudapest Honvéd FC II ‏ ونادي كيكسكيميت.

## وصلات خارجية
- آدم كوفاتش على موقع قاعدة بيانات كرة القدم.إي يو (الإنجليزية)
- آدم كوفاتش على موقع Soccerway.com (الإنجليزية)